# Tiro con arco en los Juegos Olímpicos de Tokio 2020
El torneo de tiro con arco en los Juegos Olímpicos de Tokio 2020 se realizó en el Campo de Tiro con Arco de Yumenoshima de Tokio del 23 al 31 de julio de 2021.
En total se disputaron en este deporte cinco pruebas diferentes, dos masculinas (individual y equipos), dos femeninas (individual y equipos) y una mixta (dobles). El programa de competiciones se mantuvo como en la edición anterior.

## Medallistas

### Masculino
| Evento                   | Oro                                                     | Plata                                                         | Bronce                                                |
| ------------------------ | ------------------------------------------------------- | ------------------------------------------------------------- | ----------------------------------------------------- |
| Individual (31 de julio) | Mete Gazoz · Turquía                                    | Mauro Nespoli · Italia                                        | Takaharu Furukawa · Japón                             |
| Equipo (26 de julio)     | Kim Woo-Jin · Kim Je-Deok · Oh Jin-Hyek · Corea del Sur | Deng Yu-Cheng · Tang Chih-Chun · Wei Chun-Heng · China Taipéi | Takaharu Furukawa · Yuki Kawata · Hiroki Muto · Japón |

### Femenino
| Evento                   | Oro                                                     | Plata                                                     | Bronce                                                      |
| ------------------------ | ------------------------------------------------------- | --------------------------------------------------------- | ----------------------------------------------------------- |
| Individual (30 de julio) | An San · Corea del Sur                                  | Yelena Osipova · ROC                                      | Lucilla Boari · Italia                                      |
| Equipo (25 de julio)     | An San · Jang Min-Hee · Kang Chae-Young · Corea del Sur | Svetlana Gomboyeva · Yelena Osipova · Xeniya Perova · ROC | Michelle Kroppen · Charline Schwarz · Lisa Unruh · Alemania |

### Mixto
| Evento               | Oro                                  | Plata                                             | Bronce                                                      |
| -------------------- | ------------------------------------ | ------------------------------------------------- | ----------------------------------------------------------- |
| Equipo (24 de julio) | An San · Kim Je-Deok · Corea del Sur | Gabriela Schloesser · Steve Wijler · Países Bajos | Alejandra Valencia Trujillo · Luis Álvarez Murillo · México |

## Medallero
| Núm. | País          | Oro | Plata | Bronce | Total |
| ---- | ------------- | --- | ----- | ------ | ----- |
| 1    | Corea del Sur | 4   | 0     | 0      | 4     |
| 2    | Turquía       | 1   | 0     | 0      | 1     |
| 3    | ROC           | 0   | 2     | 0      | 2     |
| 4    | Italia        | 0   | 1     | 1      | 2     |
| 5    | China Taipéi  | 0   | 1     | 0      | 1     |
| 5    | Países Bajos  | 0   | 1     | 0      | 1     |
| 7    | Japón         | 0   | 0     | 2      | 2     |
| 8    | Alemania      | 0   | 0     | 1      | 1     |
| 8    | México        | 0   | 0     | 1      | 1     |
|      | TOTAL         | 5   | 5     | 5      | 15    |